# Vastgoed

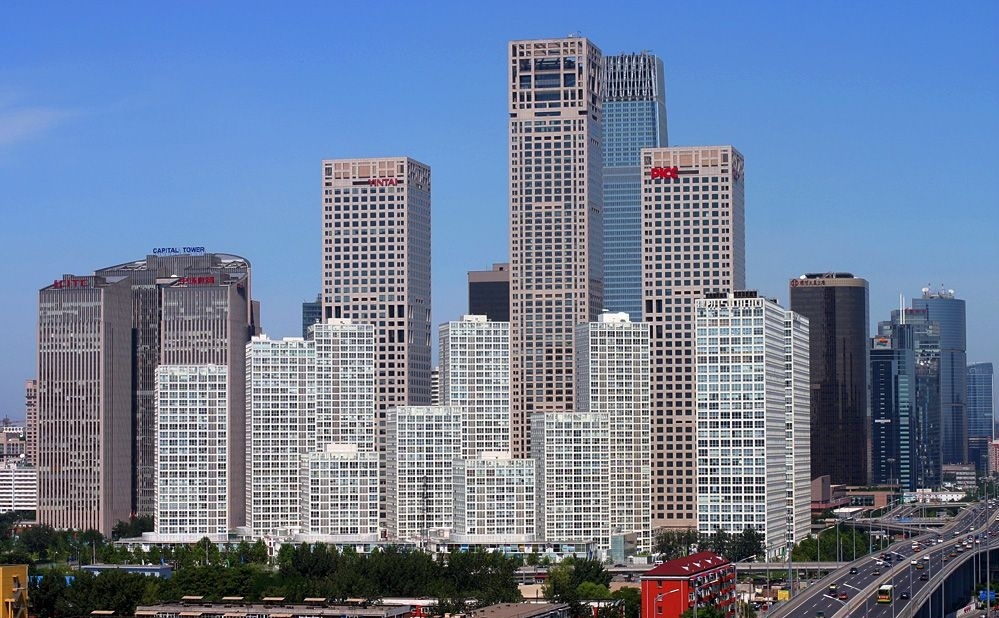
Vastgoed in Peking, waar de markt sinds het faillissement van de China Evergrande Group in moeilijkheden is.

Vastgoed, ook bekend als onroerend goed of immo(biliën), is een term die zowel in alledaagse conversaties als in juridische contexten gebruikt wordt om een duidelijk afgebakend deel van het aardoppervlak en de daarop gebouwde constructies, zoals gebouwen en huizen, aan te duiden. Vastgoed betreft dus niet-verplaatsbare materiële zaken. 

## Wettelijk begrip
Volgens het Nederlandse Burgerlijk Wetboek:
Onroerend zijn de grond, de nog niet gewonnen delfstoffen, de met de grond verenigde beplantingen, alsmede de gebouwen en werken die duurzaam met de grond zijn verenigd, hetzij rechtstreeks, hetzij door vereniging met andere gebouwen of werken. (Nederlandse B.W., boek 3, art. 3, lid 1)
Volgens het Belgische Burgerlijk Wetboek:
Goederen zijn onroerend, of uit hun aard, of door hun bestemming, of door het voorwerp waarop zij betrekking hebben. (Belgisch BW, boek 2, art 517)
Beide gaan hierbij terug op de Code Napoléon.
Met ingang van 1 januari 1992 is het begrip goed in het Nederlandse Nieuw Burgerlijk Wetboek (NBW) gewijzigd in zaak, waardoor sindsdien door juristen gesproken moet worden van onroerende zaken in plaats van onroerende goederen.
De eigendom van, en zakelijke rechten op een onroerende zaak, zoals recht van opstal, appartementsrechten, recht van vruchtgebruik en recht van erfpacht, worden gevestigd en overgedragen door een overeenkomst, vastgehouden in een notariële akte, die wordt ingeschreven in het kadaster.
Volgens vaste jurisprudentie is de verbondenheid geen vereiste meer om een zaak als onroerende te betitelen. Een stacaravan die gedurende langere tijd op dezelfde plek verblijft is daarmee onroerend. Door natrekking worden alle zaken die met de grond duurzaam verenigd zijn eigendom van de eigenaar van de grond tenzij daarvoor een opstalrecht is gevestigd.

## Gebruik, functies en aard

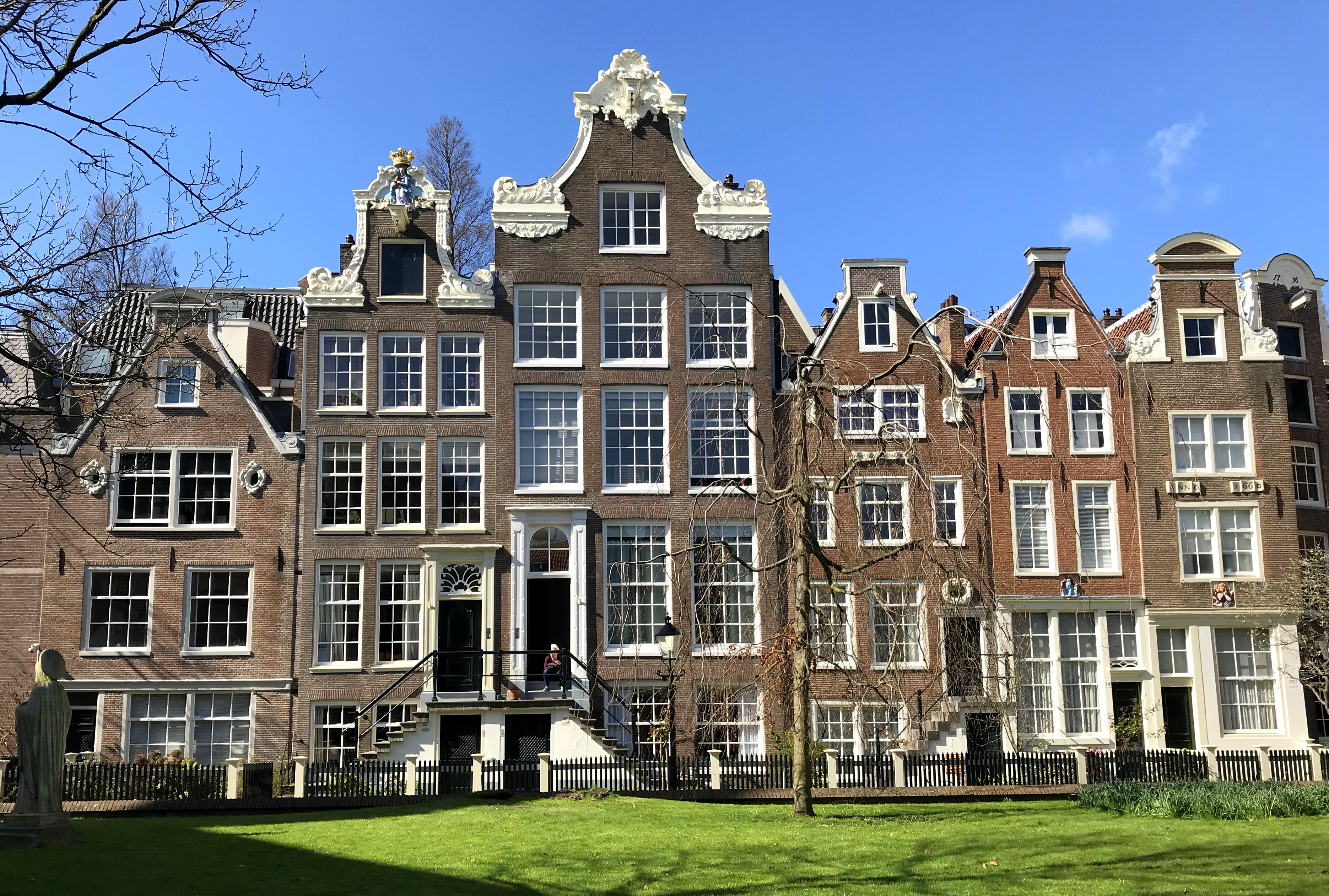
Historisch vastgoed in Amsterdam - het Begijnhof

In België en Nederland bestaan van oudsher vormvereisten voor koop en verkoop van onroerend goed en voor het vestigen er op van zakelijke rechten. In laatmiddeleeuws Antwerpen was een overdracht van (rechten op) onroerend goed bijvoorbeeld alleen rechtsgeldig, als dat voor de schepenbank gebeurde en door de griffie geregistreerd werd. Tegenwoordig is een notariële akte verplicht en vindt registratie plaats in het kadaster, met daarin de essentiële kenmerken van het object: ligging, aard, grootte, eigenaar, waarde, transportdata, etc. Hierdoor draagt het kadaster bij aan de juridische en maatschappelijke orde. Het laat overheden toe belastingen te heffen op een ordelijke wijze. Zo heffen Nederlandse gemeenten onroerende-zaakbelasting (OZB). Ook in de meeste andere landen worden de onroerende zaken geregistreerd in een openbaar register.
Vastgoed kan een belangrijke functie in de economie van een land of streek hebben, bijvoorbeeld door schaarste, duurzaamheid of waarde. Omdat vastgoed noodzakelijk is voor de mens, hetzij als grond om voedsel te telen of als plaats voor een opstal, hetzij als gebouw om in te wonen of er activiteiten onder te brengen, besteedt deze veel middelen aan het verkrijgen en onderhouden van vastgoed.
Grondgebied kan in beginsel niet worden geproduceerd en niet verloren gaan. De aard van grond kan echter wel wijzigen, door menselijke tussenkomst of door natuurlijke evolutie zoals bijvoorbeeld droogleggingen en erosie. Daarnaast kan de functie wijzigen, zoals een verlaten industrieterrein dat opnieuw ingenomen wordt door natuur. Overheden houden ruimtelijke plannen bij, die aanduiden wat er waar gebouwd kan worden. In Vlaanderen zijn dit de Gewestplannen.

## Vastgoedeconomie
Opstallen (gebouwen) worden geproduceerd en onderhouden door de bouwsector. De verhandeling van vastgoed (grond en opstallen) geschiedt op de vastgoedmarkt.
Het vak vastgoedeconomie richt zich op het onderzoek naar de factoren die de werking van de vastgoedmarkt bepalen. Belangrijke studie-onderwerpen zijn:
- de samenhang tussen o.a. vastgoedvoorraad, vastgoedproductie, aankoopprijs, waarde-ontwikkeling en de huur. Deze samenhang kan onder meer op inzichtelijke en consistente wijze worden gemodelleerd in het vierkwadrantenmodel van Fisher-DiPasquale-Wheaton. Leegstand, dat wordt uitgedrukt in aantal/percentage objecten en aantal/percentage vierkante meters, en is uitgesplitst naar type vastgoed, regio en type gebied;
- het cyclische karakter van vraag en aanbod, waarbij is vastgesteld dat er een aanzienlijk faseverschil tussen beide optreedt dat veroorzaakt wordt door de lange ontwikkel- en productietijd (varkenscyclus en spinnenwebtheorema);
- de portfoliobenadering van vastgoedvoorraden, waarbij rendementen worden gestabiliseerd door een adequate spreiding en diversificatie (qua markten en regio's) van de objecten;
- de relatie tussen financiële en onroerendgoedmarkten.

De vastgoedsector groepeert bedrijven die vastgoed promoten of die de rol van bemiddelaar of adviseur vervullen in de aankoop, verkoop of verhuur voor derden, of die instaan voor het beheer van vastgoed. Aandelen van bedrijven in de vastgoedsector worden vastgoedaandelen genoemd.

## Vastgoedkoopkracht en vastgoedprijzen
Door de vastgoedprijs te vergelijken met het gemiddeld belastbare inkomen van de gezinnen wordt de betaalbaarheid van vastgoed in kaart gebracht. Vastgoedkoopkracht is in België de term die verwijst naar de hoeveelheid vastgoed, uitgedrukt in vierkante meters, die een gezin op een bepaalde locatie kan kopen met een gemiddeld belastbaar inkomen.
Te weinig vergunde plaatsen waar gebouwd mag worden, te veel regulering op vlak van bouwvoorschriften en NIMBY-gedrag van buurtbewoners die niet willen dat er bijgebouwd wordt in hun buurt, zijn belangrijke oorzaken van hoge woningprijzen.

## Opleiding
Vastgoed is in Vlaanderen ook een opleiding op niveau (professionele) bachelor. Studenten worden er opgeleid in het beheer van vastgoed. De opleiding heeft zowel een technische component met bouwtechnische vakken (zoals constructieleer, ventilatie- en isolatietechnieken, verbouwingstechnologie, interieurwijziging, ...) als een economisch-juridische component met onder meer bouwvoorschriften, huurwetgeving, boekhouding,... Hogescholen die deze bachelor aanbieden zijn er onder meer in Mechelen, Gent en Aalst. In het TSO bestaat ook een studierichting (zevende specialisatiejaar) immobiliënbeheer. Hier ligt het accent op voornamelijk administratieve bezigheden in verband met verhuur en verkoop van onroerend goed.
In Nederland zijn er diverse hogescholen die een professionele bacheloropleiding Vastgoedkunde (bouwtechnische bedrijfskunde) aanbieden, waaronder de Hanzehogeschool Groningen, Hogeschool van Amsterdam, Hogeschool Rotterdam en Saxion Hogescholen. De opleiding Vastgoed & Makelaardij aan de hogeschool voor de MER, Fontys, te Eindhoven, houdt een meer (bedrijfs)economisch-juridische studie in, hier wordt men opgeleid tot vastgoeddeskundige. Aan het Van Hall Larenstein te Velp kan men als onderdeel van de hbo-opleiding Bos & Natuurbeheer afstuderen in de richting van Vastgoed en grondtransacties (Rentmeestersopleiding). Aan de Rijksuniversiteit Groningen kan een Master of Science Vastgoed gevolgd worden aan de Faculteit der Ruimtelijke Wetenschappen. Ook zijn er diverse aanbieders van professionele Masteropleidingen, zoals de Amsterdam School of Real Estate (ASRE) en TiasNimbas Business School.
Naast de hogescholen biedt ook het mbo een aantal vooropleidingen die goed aansluiten bij de hbo-hogescholen. Nimeto-Utrecht verzorgt de opleiding binnen de sector Vastgoed en Makelaardij de opleidingen Vastgoedadviseur & Projectmanager en Assistent Makelaar. Daar binnen houden we ons bezig met de 8 smartgebieden uit de themakaart bouw verdeeld over de uitstroomrichtingen; vastgoedbeheer, vastgoedtransformatie en vastgoedonderhoud en/of vastgoedinstandhouding. Ook wordt er aandacht besteed aan projectinrichting voor uiteenlopende vastgoedobjecten bij renovaties en vastgoedtransformatie.
Ook bestaan er in Nederland diverse particuliere aanbieders van vastgoedonderwijs, vaak voor de examens van SVMNIVO tot Vastgoeddeskundige (Makelaar en/of Taxateur). Een instelling die daar voor opleidt is bijvoorbeeld KMR Vastgoed Opleidingen te Leiden en ook de Academie voor Vastgoed te Nieuwegein. Deze laatste vormt een onderdeel van de NVM.